# Lakanal-Strasbourg
Le quartier Lakanal-Strasbourg doit son appellation au Comité du même nom. C'est un quartier de la ville de Tours dans le département d'Indre-et-Loire.

## Situation
Le quartier fait partie des 13 quartiers de Tours-Centre.

## Toponymie
Le quartier tient son nom de l'ex-prêtre catholique doctrinaire, et homme politique français Joseph Lakanal. Une voie à Tours est aussi nommée d'après cet homme politique. 
Strasbourg, quant à lui, vient de la ville française du Bas-Rhin, une des trois « capitales européennes ».